# Gaëtan Roussel
Gaëtan Roussel (Rodez, Aveyron 13 oktober 1972) is een Franse singer-songwriter, componist en radiopresentator. Naast zijn solo-activiteiten is hij zanger van de groepen Louise Attaque en Tarmac, en van het duo Lady Sir met Rachida Brakni.

## Biografie

### Jeugd en opleiding
Gaëtan Roussel is geboren in Rodez en bracht zijn kinderjaren door in Châtillon-sur-Loire. Hij ontmoette de bassist Robin Feix op het Lycée en Forêt, in Montargis in Loiret, en vervolgens de drummer Alexandre Margraff op een kostschool in Montargis. Daarna studeerde hij architectuur en stedenbouw in Parijs.

### Carrière
Gaëtan Roussel vormde Louise Attaque in de hoofdstad in 1994 met Robin, Alex en Arnaud Samuel op gitaar. Hun eerste titelloze album, uitgebracht in 1997, is recordhouder voor de verkoop van een Frans album op de Franse markt. Een tweede album werd uitgebracht in 2000: Comme on a dit. Na twee albums, nam de groep een pauze in 2001 en Gaëtan Roussel vormde Tarmac met Arnaud Samuel, terwijl Robin en Alex Ali Dragon vormden. Louise Attaque kwam twee jaar later weer bij elkaar voor een derde album, voordat ze in 2007 weer een pauze nam.
In 2008 nam Gaëtan deel aan het schrijven van liedjes en de productie van het album Bleu pétrole van Alain Bashung, dat in 2009 werd bekroond met de Victoires de la Musique. Gaëtan Roussel schrijft voor Rachid Taha en Vanessa Paradis en componeert de muziek voor twee films van Benoît Delépine en Gustave Kervern: Louise-Michel en Mammuth. Hij produceerde met Robin Feix het album Faudra faire avec van de groep Tétard.
In 2009 begon hij een solocarrière en bracht hij Ginger uit, zijn eerste album. Hij kreeg de Victoire de la Musique voor Rock Album van het Jaar 2011, tijdens de uitzending op 9 februari op France 4, en de Victoire de la Musique voor Mannelijke Artiest en Beste Album van het Jaar 2011 voor Ginger tijdens de uitzending op 1 maart. Help Myself (Nous ne faisons que passer), de eerste single, was een succes. Het was zijn ontmoeting met Alain Bashung die hem ertoe aanzette een solocarrière te beginnen. "Zonder Bashung zou ik er nooit aan gedacht hebben om soloplaten te maken, de kust te verlaten en te zien wat er op het andere continent gebeurde."
In 2011 nam hij deel aan het album met covers van liedjes van Alain Bashung, getiteld Tels Alain Bashung, met de uitvoering van J'passe pour une caravane. Hij produceerde dat jaar ook het derde album van de Franse rockgroep Déportivo, Ivres et débutants, waarmee ze zich openstelden voor een meer pop- en melancholisch geluid. Hij herenigde zich met Louise Attaque voor een compilatie met een nieuw onuitgebracht nummer, en een paar televisie-optredens.
In juli 2013 presenteerde hij in de Francofolies de La Rochelle en de voorstelling Re-Play Blessures waarin hij het album Play blessures van Alain Bashung, geschreven met Serge Gainsbourg, opnieuw interpreteerde.

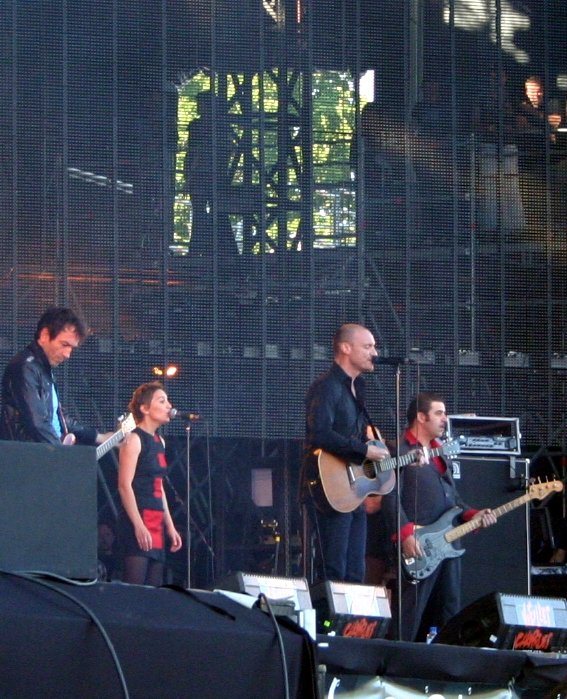
Gaëtan Roussel op het Festival des Vieilles Charrues in 2010

Zijn tweede album Orpailleur kwam uit op 30 september 2013. Een eerste single getiteld Éolienne werd in de zomer uitgebracht. De tweede single is La simplicité.
Van september 2016 tot juni 2017 presenteert hij op vrijdag van 7 tot 8 uur 's avonds Clap Hands op RTL2 waar hij artiesten interviewt. Het vierde studioalbum van Louise Attaque kwam uit in 2016. Op 14 april 2017 verscheen Accidentally Yours, het eerste album van de groep Lady Sir die hij samen met Rachida Brakni vormde.
Van september 2017 tot januari 2018 presenteert hij op RTL2 elke dag de column Dis-moi encore in het programma Le Double Expresso RTL2 waarin hij het verhaal van een liedje vertelt.
Op 8 juni 2018 bracht hij de single Hope uit, afkomstig van zijn 3e soloalbum Trafic dat op 28 september 2018 verkrijgbaar werd. Het album werd opgenomen in Los Angeles en Parijs. Tijdens een schrijfworkshop ontmoette en werkte Gaëtan Roussel met de Zweedse gitarist Jonas Myrin en de Australische gitarist Justin Stanley (gitarist van Eric Clapton en Sheryl Crow) en daarna in Parijs met DJ Dimmi en Antoine Gaillet (bekend van Miossec en Julien Doré). In tegenstelling tot het vorige album wilde de zanger "een duidelijke lijn, melodieën en onderwerpen die wat meer gedefinieerd zijn". Het bevat het lied Tu me manques (pourtant tu es là) in een duet met Vanessa Paradis.
Op 1 september 2019 keerde Gaëtan Roussel terug naar RTL2 om zijn show Clap Hands te hervatten, die twee jaar lang afwezig was geweest in het schema.
Op 6 november 2020 verscheen de single Tu ne savais pas, afkomstig van zijn vierde soloalbum, geheel akoestisch. Het werd uitgebracht op 19 maart 2021 onder de titel Est-ce que tu sais? Op 29 maart gaf hij een soloconcert in La Machine du Moulin Rouge.
In de videoclip Je me jette à ton cou, een liedje van zijn nieuwe album, deelt Gaëtan Roussel het podium met Daniel Auteuil, met wie hij een muzikale show wil produceren.
Het nummer J't'Emmène au Vent, van Louise Attaque, verscheen in de James Bond-film No Time to Die.

### Persoonlijk leven
Roussel trouwde met Lucie, die hij op de middelbare school ontmoette en met wie hij twee kinderen kreeg. Ze zijn nu gescheiden.

## Discografie

### Als soloartiest

#### Albums
| Jaar | Titel               | Hitnoteringen | Hitnoteringen | Hitnoteringen |
| Jaar | Titel               | FRA           | BEL (Wa)      | SWI           |
| ---- | ------------------- | ------------- | ------------- | ------------- |
| 2010 | Ginger              | 7             | 6             | 53            |
| 2013 | Orpailleur          | 11            | 17            | 52            |
| 2018 | Trafic              | 18            | 25            | 57            |
| 2021 | Est-ce que tu sais? | 7             | 8             | -             |

#### Singles
| Jaar | Titel                                    | Hitnoteringen | Hitnoteringen | Hitnoteringen | Hitnoteringen | Album               |
| Jaar | Titel                                    | FRA           | BEL (Fl)      | BEL (Wa)      | SWI           | Album               |
| ---- | ---------------------------------------- | ------------- | ------------- | ------------- | ------------- | ------------------- |
| 2009 | Help Myself (Nous ne faisons que passer) | 4             | -             | 3             | 63            | Ginger              |
| 2010 | Inside / Outside                         | -             | -             | 9 (Ultratip)  | -             | Ginger              |
| 2010 | Dis-moi encore que tu m'aimes            | 91            | 42 (Ultratip) | 14            | -             | Ginger              |
| 2011 | Des hauts, des bas                       | -             | -             | 40            | -             | Geen album          |
| 2013 | Éolienne                                 | 140           | -             | 22 (Ultratip) | -             | Orpailleur          |
| 2013 | La Simplicité                            | -             | -             | -             | -             | Orpailleur          |
| 2018 | Hope                                     | -             | -             | Tip           | -             | Trafic              |
| 2018 | Le jour et la nuit                       | -             | -             | Tip           | -             | Trafic              |
| 2020 | Viens chez moi                           | -             | -             | -             | -             | Geen album          |
| 2020 | Tu ne savais pas                         | -             | -             | Tip           | -             | Est-ce que tu sais? |
| 2020 | On ne meurt pas                          | -             | -             | -             | -             | Est-ce que tu sais? |
| 2021 | Les matins difficiles                    | -             | -             | -             | -             | Est-ce que tu sais? |
| 2021 | Je me jette à ton cou                    | -             | -             | -             | -             | Est-ce que tu sais? |
| 2021 | Une seconde                              | -             | -             | -             | -             | Est-ce que tu sais? |

### MetLouise Attaque
- 1997: Louise Attaque
- 2000: Comme on a dit
- 2005: À plus tard crocodile
- 2016: Anomalie

### MetTarmac
- 2001: L'Atelier
- 2003: Notre époque
- 2004: Concert au Réservoir

### MetLady Sir
- 2017: Accidentally Yours

### Deelnames
- 2008: Bleu pétrole van Alain Bashung: als producent.
- 2011: Tels Alain Bashung, cover van J'passe pour une caravane op een hommage-cd aan de reeds overleden Alain Bashung.
- 2011: Bonjour door Rachid Taha. Duet op de titel Bonjour.
- 2011: Ivres et débutants van Déportivo: als producent.
- 2011: Des hauts, des bas in duet met Florent Marchet op een cover van Stephan Eicher.
- 2015: Joyeux anniversaire M'Sieur Dutronc, cover van Le Responsable op een hommage-cd aan Jacques Dutronc.
- 2015: Halfway to Paradise door Lewis Evans. Duet op Lorraine.

- 2015: Ça c'est vraiment nous, cover van La Bombe humaine op een hommage-cd aan Téléphone.
- 2017: Trois pommes, duet met Aldebert op het album Enfantillages 3.
- 2017: Je te promets, coverversie op het hommage-album On a tous quelque chose de Johnny.
- 2017: Contrôle qualité, op het album Le soldat rose à la fabrique de jouets.
- 2018: S'asseoir par terre, gecoverd op het hommage-album Souchon dans l'air vol. 2.
- 2019 : Je vous trouve un charme fou, met Hoshi.
- 2020: Viens chez moi... gecoverd door Renaud op de heruitgave van The Totale of la Bande à Renaud.

## Filmografie

### Als componist
- 2008: Louise-Michel door Benoît Delépine en Gustave Kervern
- 2010: Mammuth door Benoît Delépine en Gustave Kervern
- 2010: Je pourrais être votre grand-mère (korte film) van Bernard Tanguy
- 2012: Camille redouble door Noémie Lvovsky
- 2012: Deuil sous influence (korte film) door Xavier Hervo[29]
- 2016: De sas en sas door Rachida Brakni
- 2019: BO de Roxane door Mélanie Auffret[30]
- 2020: Les Parfums van Grégory Magne

### Als acteur
- 2011: Ernest (45) (korte film van La collection donne de la voi(e)x) door Céline Salvodelli.[31]

## Prijzen
| Jaar | Prijs                   | Categorie                                                                | Resultaat   | Bron   |
| ---- | ----------------------- | ------------------------------------------------------------------------ | ----------- | ------ |
| 2011 | Victoires de la musique | Beste Album van het Jaar voor Ginger                                     | Gewonnen    | [ 33 ] |
| 2011 | Victoires de la musique | Mannelijke Artiest                                                       | Gewonnen    | [ 33 ] |
| 2011 | Victoires de la musique | Origineel lied van het jaar met Help Myself (Nous ne faisons que passer) | Genomineerd | [ 33 ] |
| 2011 | Victoires de la musique | Rock Album van het Jaar voor Ginger                                      | Gewonnen    | [ 33 ] |
| 2013 | César Film Awards       | Beste originele muziek voor Camille redouble                             | Genomineerd | [ 34 ] |

## Onderscheidingen
- Officier in de Orde van Kunsten en Letteren. Hij is op 13 september 2016 bevorderd tot officier.[35]